# Herculanus von Perugia
Herculanus von Perugia († 549 in Perugia) war ein Bischof von Perugia und nach seinem Märtyrertod Schutzheiliger der Stadt. Sein Festtag ist der 7. November, aber auch am 1. März wird seiner gedacht. Wichtigste Quelle für sein Leben sind die Dialogi von Papst Gregor I.

## Leben
Dem Bericht Gregors zufolge erlitt Herculanus sein Martyrium während des Gotenkrieges, als Totila Perugia belagerte. Um die ostgotischen Belagerer zu täuschen, habe Bischof Herculanus zu einer List gegriffen. Er habe das letzte verfügbare Korn einem hungrigen Lamm zu fressen gegeben, um die Belagerer im Glauben zu wiegen, dass die Stadt mehr als genug Nahrungsmittel besitze. Totila jedoch ließ sich nicht täuschen und setzte die Belagerung fort, bis Perugia kapitulieren musste.
Nach der Einnahme der Stadt habe Totila angeordnet, Herculanus zu häuten. Der mit dieser grausamen Aufgabe betraute ostgotische Soldat jedoch habe den Bischof geköpft, um ihm unnötige Qualen zu ersparen. Gregor berichtet, dass vierzig Tage später der Leichnam Herculanus unversehrt aufgefunden worden sei, der Kopf mit dem Leib verbunden.